# Severné Rakytovské sedlo
Severné Rakytovské sedlo (1415 m) je horské sedlo v hřebeni Velké Fatry, na severním úpatí hory Rakytov. Nachází se přibližně 5 km západně od obce Liptovská Osada a vede jím dálková magistrála z vrcholu Ploská do Ružomberku.

## Poloha
Sedlo se nachází v centrální části pohoří Velká Fatra, v geomorfologickém podcelku Hôľná Fatra, v turčanské větvi hlavního hřebene. Leží v Žilinském kraji v okrese Ružomberok a vede jím hranice katastrálních území obcí Liptovské Revúce a Ľubochňa. Jižní část sedla tvoří úpatí hory Rakytov (1567 m), severní tvoří svah Tanečnice (1465 m). Směrem na jihovýchod klesá terén do Teplé doliny, odkud Teplý potok odvádí vodu do řeky Revúce. Severozápadně pod sedlem končí dolina Rakytov, větev Ľubochnianské doliny. Protéká jí potok Rakytov odvádějící vodu do potoka Ľubochnianky. Nejbližšími sídly jsou asi 4 km na jih ležící Liptovské Revúce a přibližně 5 km na východ ležící Liptovská Osada.
Sedlo leží v Národním parku Velká Fatra a severozápadní část hřebene je součástí Národní přírodní rezervace Skalná Alpa.

## Přístup
- po  značkované magistrále:
  - ze severního směru z Ružomberku přes Skalnou Alpu
  - z jihu od Ploské přes Rakytov
- po  značce:
  - z Liptovské Osady přes rozcestí Teplé a Teplou dolinu
  - z Južného Rakytovského sedla v hlavním hřebeni traverzem Rakytova[1]